# Elijah Fanfares
Elijah Fanfares es el segundo y último álbum de estudio de la banda estadounidense Elijah. Fue publicado en noviembre de 1973 a través de MCA Records.

## Recepción de la crítica
Un escritor no especificado de la revista Record World declaró: “Elijah es el grupo más nuevo en debutar en el sello SOS de Al Kooper, y es una banda de rock candente con una sección de metales poderosa y creativa. La voz principal de Manny Esparaza es tenaz y atractiva en roqueros como «It's Easy» y un excelente «L.A. Nights», así como en baladas como «You Don't Know Nothin About Love»”. Un escritor no especificado de la revista Cash Box declaró: “Una de las bandas más impactantes y emocionantes de Southland tiene mucho de qué enorgullecerse con su nuevo esfuerzo en MCA, un álbum que combina una increíble cantidad de energía con el pulido aplomo que solo viene con años de experiencia en el estudio. Producido por el temible Al Kooper, el álbum es un paquete de alegría, desde las conmovedoras selecciones «It's Easy», «My Baby Oooo» y «Wishful Thinking» hasta la exitosa versión del éxito de Jackie Wilson, «Baby Workout». «L.A. Nites» es una pieza interesante al igual que el funky «You'll Never Keep the Woman Satisfied». Un LP fuerte de principio a fin, el paquete merece su atención”. Un escritor no especificado de la revista Billboard describió Elijah Fanfares como una “buena mezcla de rock y blues de la banda con buenas voces y buenos arreglos de trompeta”.

## Lista de canciones
| Lado uno |                                         |                                         |          |  |
| N.º      | Título                                  | Escritor(es)                            | Duración |  |
| 1.       | «It's Easy»                             | Manny Esparza Kenny Walther Hank Barrio | 3:16     |  |
| 2.       | «Get Your Run Out»                      | Rev. Jame Morris Nettles                | 4:53     |  |
| 3.       | «You'll Never Keep the Woman Satisfied» | Al Kooper                               | 3:36     |  |
| 4.       | «L. A. Nites»                           | Esparza Walther Lawrence Barrio         | 3:51     |  |
| 5.       | «Come on In»                            | Esparza Walther Barrio                  | 3:31     |  |

| Lado dos |                                    |                                 |          |  |
| N.º      | Título                             | Escritor(es)                    | Duración |  |
| 1.       | «My Baby Oooo»                     | Esparza Barrio                  | 2:57     |  |
| 2.       | «You Don't Know Nothin About Love» | Jerry Ragovoy                   | 4:48     |  |
| 3.       | «Wishful Thinking»                 | Esparza Walther Barrio          | 3:17     |  |
| 4.       | «A Good Thing I'm on Fire»         | Delaney Bramlett Gordon DeWitty | 4:04     |  |
| 5.       | «Baby Workout»                     | Jackie Wilson Alonzo Tucker     | 5:20     |  |

## Créditos y personal
Créditos adaptados desde las notas de álbum de Elijah Fanfares.
Elijah
- Manny Esparza – voz principal
- Hank Barrio – guitarra, coros
- Joe McSweyn – bajo eléctrico
- Rev. Jame Morris – piano, piano eléctrico
- Sam Lombardo – batería
- Kenny Walther – trombón, coros
- Don Roberts – saxofón tenor y barítono
- Stu Blumberg – trompeta

Personal técnico
- Al Kooper – productor, ingeniero de audio, mezclas
- Rodney Mills  – ingeniero de audio
- Bob Langford – ingeniero de audio
- Emerson / Loew – fotografía